# Liste der Bodendenkmale im Sachsenwald
In der Liste der Bodendenkmale in Sachsenwald sind die Bodendenkmale im gemeindefreien Gebiet Sachsenwald nach dem Stand der Bodendenkmalliste des Archäologischen Landesamts Schleswig-Holstein von 2016 aufgelistet.
| Denkmal-ID           | Befundart          | Bezeichnung         | Zeitstellung | Lage | Bemerkungen | Bild |
| -------------------- | ------------------ | ------------------- | ------------ | ---- | ----------- | ---- |
| aKD-ALSH-Nr. 000 953 | Grabmal > Langbett | Langbett/Steinreihe | Neolithikum  |      |             |      |
| aKD-ALSH-Nr. 000 954 | Grabmal > Langbett | Langbett/Steinreihe | Neolithikum  |      |             |      |